# Lambert (Misisipi)
Lambert es un pueblo del Condado de Quitman, Misisipi, Estados Unidos. Según el censo de 2000 tenía una población de 1.967 habitantes y una densidad de población de 937.6 hab/km².

## Demografía
Según el censo de 2000, había 1.967 personas, 648 hogares y 467 familias residiendo en la localidad. La densidad de población era de 937,6 hab./km². Había 676 viviendas con una densidad media de 322,2 viviendas/km². El 15,61% de los habitantes eran blancos, el 82,82% afroamericanos, el 0,36% amerindios, el 0,31% asiáticos, el 0,10% de otras razas y el 0,81% pertenecía a dos o más razas. El 0,51% de la población eran hispanos o latinos de cualquier raza.
Según el censo, de los 648 hogares, en el 37,7% había menores de 18 años, el 28,7% pertenecía a parejas casadas, el 36,4% tenía a una mujer como cabeza de familia, y el 27,8% no eran familias. El 24,8% de los hogares estaba compuesto por un único individuo, y el 12,0% pertenecía a alguien mayor de 65 años viviendo solo. El tamaño promedio de los hogares era de 3,04 personas y el de las familias de 3,67.
La población estaba distribuida en un 36,2% de habitantes menores de 18 años, un 10,7% entre 18 y 24 años, un 24,9% de 25 a 44, un 17,1% de 45 a 64, y un 11,1% de 65 años o mayores. La media de edad era 28 años. Por cada 100 mujeres había 78,2 hombres. Por cada 100 mujeres de 18 años o más, había 66,1 hombres.
Los ingresos medios por hogar en la localidad eran de 18.077 dólares ($), y los ingresos medios por familia eran 21.979 $. Los hombres tenían unos ingresos medios de 20.750 $ frente a los 17.250 $ para las mujeres. La renta per cápita para la ciudad era de 8.509 $. El 39,9% de la población y el 34,5% de las familias estaban por debajo del umbral de pobreza. El 50,1% de los menores de 18 años y el 42,7% de los habitantes de 65 años o más vivían por debajo del umbral de pobreza.

## Geografía
Según la Oficina del Censo de los Estados Unidos, la localidad tiene un área total de 2,1 km², todos ellos correspondientes a tierra firme.